# قائمة الجزر الكرواتية

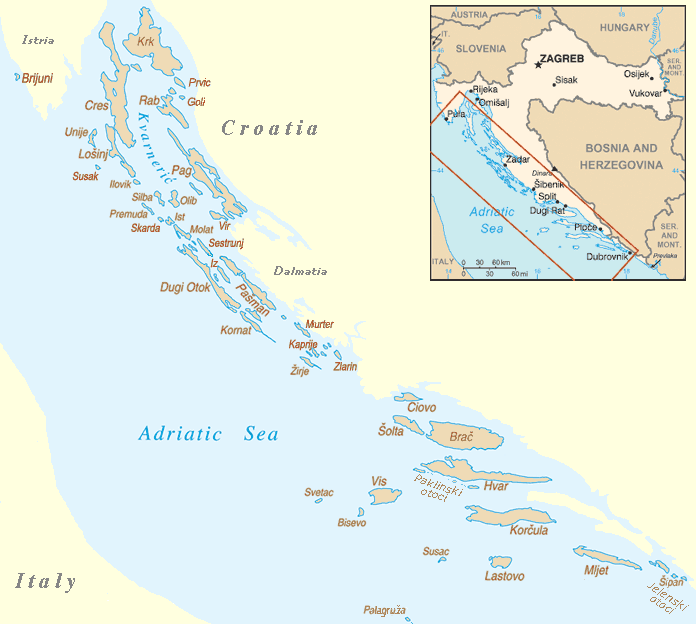
خريطة الجزر الكرواتية

هذه هي قائمة جزر كرواتيا. يوجد في كرواتيا أكثر من ألف جزيرة، يتفاوت العدد الدقيق حسب التعريفات، وهي تغطي مساحة إجمالية تبلغ حوالي 3,300 كيلومتر مربع (1,300 ميل2). يختلف عدد الجزر وتصنيفها في كرواتيا بمرور الوقت وقياسات مختلفة، مما يتسبب في حدوث بعض الجدل المحلي عند وجود تباينات.

## أكبر الجزر
هذه هي الأكبر منها، مرتبة تقريبًا من الشمال الغربي إلى الجنوب الشرقي:

### الساحل الشمالي

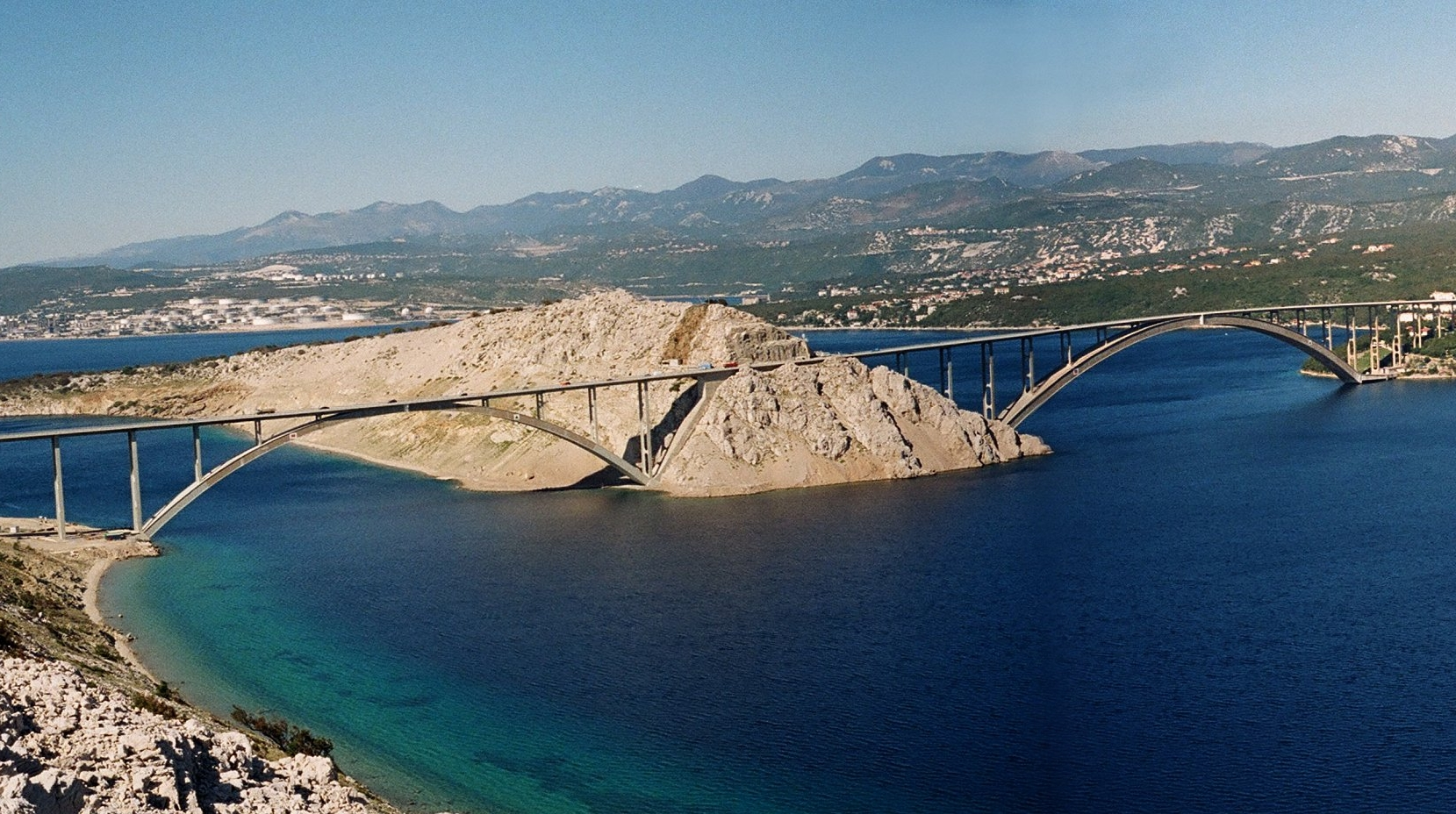
جسر يصل جزيرة كرك إلى قرب مدينة رييكا

- جزر بريوني، أيضا هي حديقة وطنية
- كرك ، أكبر جنبا إلى جنب مع تسريس
- بلافنيك
- تسريس ، أكبر جنبا إلى جنب مع كرك
- لوشين
- الوفيك
- اونيه
- سوساك
- برفيتش
- جولي أوتوك
- سفيتي جرجور
- راب
- باغ
- جسر يصل جزيرة كرك إلى قرب مدينة رييكااوليب
- سيلبا
- بيرمودا
- است
- مولات

### دالماتسيا الشمالية

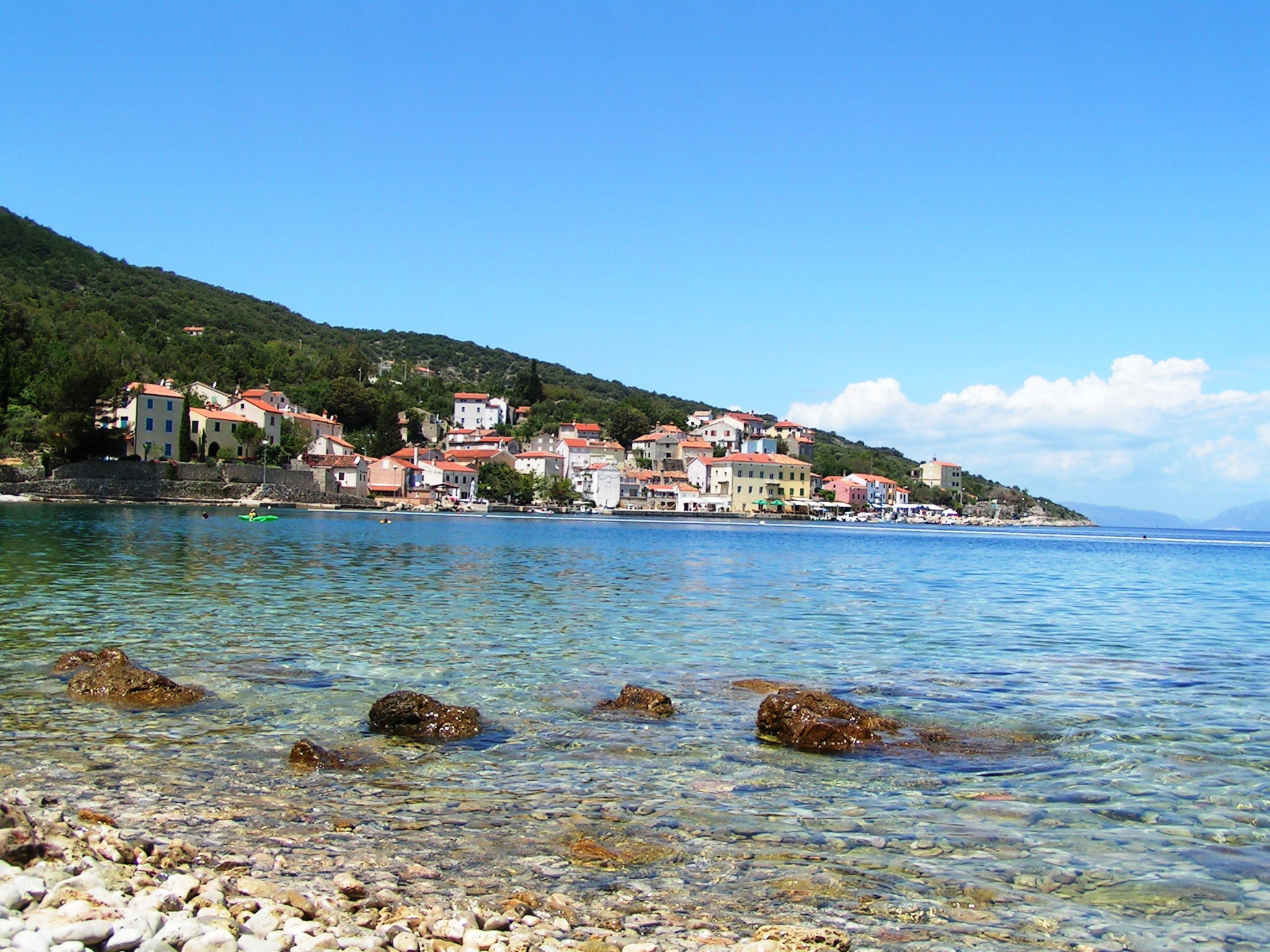
جزيرة تسريس

- فير
- دوجي أوتوك
- اوغليان
- ايج
- باشمان
- أرخبيل كورناتي، أيضا حديقة وطنية
- كرابني
- مورتير
- سيسترونيجزيرة تسريس
- شكرادا
- زلارين

### وسط وجنوب دالماتسيا
- تشيوفو
- درفنيك
- شولتا
- براتش
- هفار
- فيس
- بيشيفو
- بروسنيك
- يابوكا، الأقرب إلى إيطاليا
- سفيتاتس
- كورتشولا، الأكثر اكتظاظا بالسكان
- لاستوفو
- جزيرة صغيرة بالقرب من جزيرة هفارمليت، ويشمل حديقة وطنية

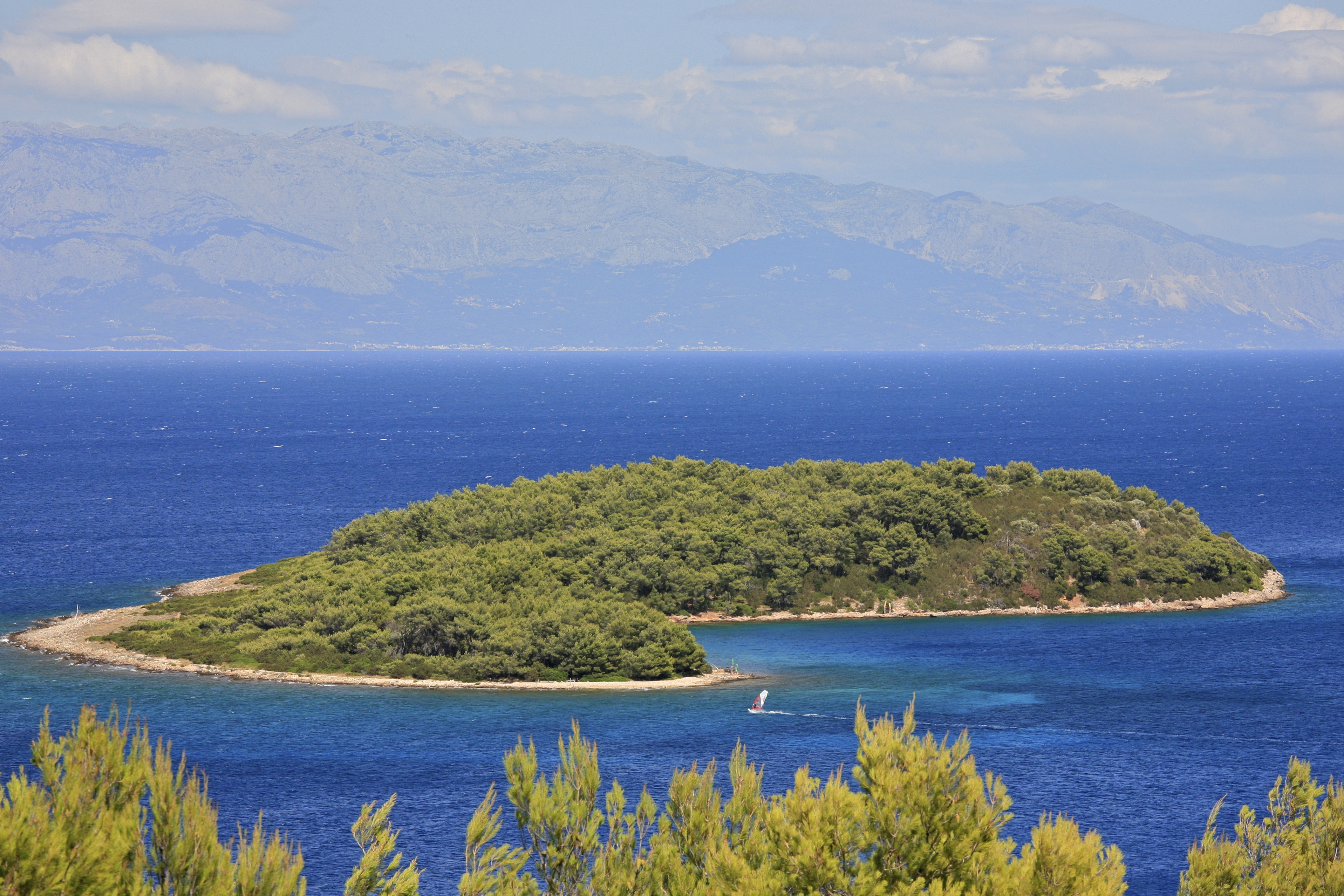
جزيرة صغيرة بالقرب من جزيرة هفار

- جزر ايلافيتي وهم : كولوتشيب، لوبود، شيبان
- لوكروم
- بالاجرجا ، أقصى الجنوب
- جيريه
- جوت

## روابط خارجية
- "The Islands Act (Refined Text)" (PDF). Ministry of the Sea, Transport and Infrastructure. مؤرشف من الأصل (PDF) في 2011-10-04. اطلع عليه بتاريخ 2016-08-30.